# Jezuïetenmissies van de Guaraní
De Jezuïetenmissies van de Guaraní staan sinds 1983 op de werelderfgoedlijst. De volgende locaties behoren tot de Jezuïetenmissies:
- San Ignacio Mini (Argentinië)
- Santa Ana (Misiones) (Argentinië)
- Nuestra Señora de Loreto (Argentinië)
- Santa María la Mayor (Argentinië)
- Ruïnes van São Miguel das Missões (Brazilië)

Al deze missies liggen in het midden van een tropisch woud op de grens van Argentinië en Brazilië. Het zijn overblijfselen van vijf missies of reducties in het land van de Guaraní gedurende de 17e en 18e eeuw. Elk van de complexen heeft een andere vormgeving. De missies verschillen in de staat van bewaring.
Andere Jezuïetenmissies zijn te vinden in Bolivia, zie Jezuïetenmissies van de Chiquitos.